# Ed Thigpen
Edmund Leonard Thigpen bedre kendt under kunstnernavnet Ed Thigpen (født 28. december 1930 i Chicago, USA, død 13. januar 2010 i Hvidovre, Danmark) var en amerikansk jazz-trommeslager, som er kendt for sit samarbejde med blandt andet Oscar Peterson, og som siden 1972 var bosat i København og dermed med til på daværende tidspunkt at indlede et egentligt skandinavisk jazz-samarbejde.
Efter sin opvækst i Los Angeles, var Thigpen – før han aftjente sin værnepligt (1952-1954) – med i Cootie Williams orkester. Under et besøg i Korea mødte han Oscar Peterson og blev fra 1959 og seks år frem medlem af dennes trio, der også talte bassisten Ray Brown.
Thigpen indspillede en række plader sammen med blandt andre Dinah Washington, Ben Webster, Lennie Tristano og Ella Fitzgerald.
I de knap fire årtier, han boede i København, satte han sit præg på den danske jazzscene. Her optrådte han med blandt andet Svend Asmussen og afholdt en række jazz-seminarer. I de seneste år af sit liv var han leder af orkestret Scantet, hvor han blandt andet spillede sammen med trompetisten Jens Winther, saxofonisten Tomas Franck, pianisten Kasper Villaume og bassisten Jesper Bodilsen.
Han modtog i 2004 Palæ Bars jazzpris.
Ed Thigpen ligger begravet på Vestre Kirkegård I København ved siden af den amerikanske trompetist og orkesterleder Thad Jones.

## Opvækst
Ed Thigpen blev født i Chicago i 1930, men han var spæd, da han med sine forældre flyttede til St. Louis. Ben Thigpen, Eds far var trommeslager i Andy Kirks orkester og som turnerede i hele USA i 1930’erne og 1940’erne. Forældrene blev skilt, og moderen Mary Berry flyttede med sin søn til Los Angeles, hvor hun for at forsørge sig selv arbejdede som husholderske flere forskellige steder. Ed blev anbragt på et børnehjem, og moderen døde, mens sønnen stadig var teenager.
Ed Thigpen gik i skole på Thomas Jefferson High School, som var kendt som en ”udklækningsanstalt” for kommende jazzstjerner. Art Farmer, Dexter Gordon og Chico Hamilton er blandt disse, og de var alle elever på skolen, hvor Ed Thigpen blev trommeslager i skolens big band.

## Karriere
Allerede kort efter at have afsluttet sin skolegang, begyndte han at virke som professionel musiker. Hans far boede i St. Louis, og Ed flyttede tilbage hertil. Han spillede i Peanuts Whalums orkester, hvor blandt andre Miles Davis deltog i forskellige sessions med orkesteret.
I 1951 flyttede Ed Thigpen til New York og blev trommeslager i Cootie Williams’ band. Han måtte afbryde karrieren, fordi han aftjente sin værnepligt (1952-1954 under Koreakrigen, hvor han spillede han i et af hærens orkestre.
Efter krigens afslutning i 1953 vendte han tilbage til New York, hvor han blev engageret af sangerinden Dinah Washington i omkring et år, og derefter spillede Ed Thigpen med flere af jazzens store navne på dette tidspunkt, blandt andre Johnny Hodges, Oscar Pettiford, Bud Powell og Billy Taylor. I 1959 blev han trommeslager i Oscar Petersons trio,hvor tredjemanden var bassisten Ray Brown. Peterson har om dette samarbejde udtalt:
"På vores værste aften lød vi bedre end de fleste andre lyder på deres bedste aften.
Ed Thigpen spillede i denne trio indtil 1966, og sammen nåede de at indspille 50 plader. I 1966 blev han engageret som fast trommeslager af Ella Fitzgerald. Sideløbende hermed indspillede han albums med Peggy Lee, Pat Boone, Johnny Mathis og andre at 1960'ernes store navne. På en turrné I 1972, som også nåede til København, valgte Ed Thigpen at forlade bandet, for at slå sig ned her. Han etablerede et band Action-Reaction samtidig med, at han underviste ved musikskoler i både Danmark og Sverige. Han blev dansk gift og fik to børn med sin danske hustru.. I de følgende år spillede han både i store dele af i Danmark og turnerede i Europa med mange af tidens største navne på jazzscenen: Fx: Alice Babs, Kenny Drew, John Coltrane, Eddie ’Lockjaw’ Davis, Svend Asmussen, Clark Terry, Milt Jackson og Thad Jones.
Han optrådte desuden med mange danske musikere, Svend Asmussen, pianisten Carsten Dahl og DR’s Big Band, ligesom han i en periode var leder af orkestret Scantet. Selv om han omkring årtusindeskiftet fik diagnosen Parkinsons sygdom, blev han ved med at spille indtil kort før sin død, som skyldtes hjerte- og lungeproblemer.. I år 2000 arrangerede hans pladeselskab i anledning af hans 70-års fødselsdag en koncertrække og en live - indspilning fra denne turné. Her medvirkede den amerikanske saxofonist Joe Lovano, Carsten Dahl (klaver) og Jesper Bodilsen (bas). Liveoptagelsen hedder The Element Of Swing, og den er optagelse fra koncerten i Copenhagen Jazzhouse. Det endelige resultat fik stærkt rosende anmeldelser.

## Berømmelse
Ed Thigpen anses for at have været en af verdens bedste jazztrommeslagere gennem tiderne.
| Citat                     | I soloerne viste Ed Thigpen, hvorfor han hører til i verdenseliten, da han med et stort sortiment af trommestikker og whiskere leverede den ene fremragende solo efter den anden med stor variation, og han formåede endda at skabe melodiske soloer ved at lægge sin ene albue på lilletrommen, således at han kunne få lilletrommen til at afgive forskellige lyde, og disse melodiske soloer understøttedes ofte af Ed Thigpen selv, der ikke kunne lade være at synge med. | Citat |
| Bjarke Nielsen, KultuNaut | |       |

Han fik tilnavnet 'Mr. Taste', fordi han altid optrådte diskret og afbalanceret, ligesom hans trommespil var det. Han kunne dog også spille kraftfuldt, og især hans brug af "brushes" var markant. Hans samspil med nogle af de største verdensstjerner førte til indspilninger, der er blevet betegnet som "blandt de ypperste i jazzens historie." Melodien Hymn to Freedom, indspillet i 1962 som medlem af Oscar Petersons Trio, blev et af jazzmusikken få verdenshit. Da han spillede i Ella Fitzgeralds orkester, var sangerinden anerkendt som en af de største stemmer indenfor genren.

## Film
Ed Thigpen medvirkede i filmen Charlie Butterfly’, som havde premiere 3. maj 2002. Instruktøren Donald McGlynn, der har produceret flere jazzfilm, står bag en dokumentar om Thigpen, som har titlen Ed Thigpen: Master of Time, Rhythm and Taste.

## Diskografi

### Som orkesterleder
- 1966: Out of the Storm (Verve)
- 1974: Action-Re-Action (Sonet Records
- 1990: Young Men and Olds (Timeless Records)
- 1992: Mr. Taste (Justin Time Records)

Stunt Records
- 1990: Easy Flight
- 1998: It's Entertainment
- 2002: Element of Swing
- 2004: #1

### Som medvirkende
Med Gene Ammons'
- Velvet Soul (Prestige, 1962 [1964])
- Angel Eyes (Prestige, 1962 [1965])
- Sock! (Prestige, 1962, [1965])

Med Dorothy Ashby
- The Jazz Harpist (Regent, 1957)

Med Kenny Burrell
- Earthy (Prestige, 1957)

Med Kenny Drew
- Your Soft Eyes (Soul Note, 1981)

Med Art Farmer
- Three Trumpets (Prestige, 1957) with Donald Byrd and Idrees Sulieman
- Manhattan (Soul Note, 1981)

Med Johnny Griffin
- Blues for Harvey (SteepleChase, 1973)

Med Jutta Hipp
- At the Hickory House Volume 1 (1956)
- At the Hickory House Volume 2 (1956)
- Jutta Hipp with Zoot Sims (1956)

Med Duke Jordan
- Flight to Denmark (SteepleChase, 1973 [1974])
- Two Loves (SteepleChase, 1973 [1975])
- Truth (SteepleChase, 1975 [1983])

Med Mundell Lowe
- A Grand Night for Swinging (Riverside, 1957)

Med Howard McGhee an Teddy Edwards
- Together Again!!!! (Contemporary, 1961)

Med Gil Mellé
- Patterns in Jazz (1956; Blue Note)
- Primitive Modern (Prestige, 1956)
- Gil's Guests (1957; Prestige)

Med Oscar Pettiford
- Winner's Circle (1957; Bethlehem)

Med Oscar Peterson
- Oscar Peterson Plays "My Fair Lady" (1958, Verve)
- Sonny Stitt Sits in with the Oscar Peterson Trio (1958, Verve)
- A Jazz Portrait of Frank Sinatra (1959, Verve)
- The Jazz Soul of Oscar Peterson (1959, Verve)
- Porgy and Bess (1959, Verve)
- Oscar Peterson Plays the Duke Ellington Songbook (1959, Verve)
- Oscar Peterson Plays the George Gershwin Songbook (1959, Verve)
- Oscar Peterson Plays the Richard Rodgers Songbook (1959, Verve)
- Oscar Peterson Plays the Jerome Kern Songbook (1959, Verve)
- Oscar Peterson Plays the Cole Porter Songbook (1959, Verve)
- Oscar Peterson Plays the Harry Warren Songbook (1959, Verve)
- Oscar Peterson Plays the Irving Berlin Songbook (1959, Verve)
- Oscar Peterson Plays the Harold Arlen Songbook (1959, Verve)
- Oscar Peterson Plays the Jimmy McHugh Songbook (1959, Verve)
- Oscar Peterson Plays Porgy & Bess (1959, Verve)
- Swinging Brass with the Oscar Peterson Trio (1959, Verve)
- Ben Webster Meets Oscar Peterson (1959, Verve)
- Live from Chicago (1961, Verve)
- Night Train (1962, Verve)
- Affinity (1962, Verve)
- West Side Story (1962, Verve)
- The Oscar Peterson Trio in Tokyo 1964 (1964; Pablo)
- We Get Requests (1964, Verve)
- Oscar Peterson Trio + One with Clark Terry (1964, Verve)
- Eloquence (1965, Limelight)
- Oscar Peterson with Clark Terry (1982, Mercury Jazz Masters)

Med Paul Quinichette
- On the Sunny Side (Prestige, 1957)

Med Teddy Charles
- Salute to Hamp (1958; Bethlehem)

Med Tony Ortega
- Jazz for Young Moderns (1958, 1959; Bethlehem)

Med Frank Minion
- The Soft Land of Make Believe (1959; Bethlehem)

Med Teddy Edwards–Howard McGhee Quintet
- Howard McGhee/Teddy Edwards – Together Again! (Contemporary M 3588, S 7588; Fantasy OJC 424, OJCCD 424-2)

Med Ella Fitzgerald:
- Ella in Budapest, Hungary (1970; Pablo)
- Ella à Nice (1971; Pablo Live)
- Jazz at Santa Monica Civic '72 (1972; Pablo)
- Ella Loves Cole (1972; Atlantic), reissued as "Dream Dancing (1978; Pablo)

Med Horace Parlan
- Arrival (1973, SteepleChase)

Med Charlie Rouse and Paul Quinichette
- The Chase Is On (Bethlehem, 1958)

Med Billy Taylor
- My Fair Lady Loves Jazz (ABC-Paramount, 1957)
- The New Billy Taylor Trio (ABC-Paramount, 1957)
- The Billy Taylor Touch (Atlantic, 1957)
- Taylor Made Jazz (Argo, 1959)

Med Paul Quinichette and Charlie Rouse
- "The Chase Is On" (1957; Bethlehem)
- When The Blues Comes On, Pt. 1&2 (1957; Bethlehem)

Med Eddie Vinson
- Cleanhead's Back in Town (1957; Bethlehem)

Med Svend Asmussen
- As Time Goes By (1978; Sonet Records)

Med Jack van Poll:
- Cat's Groove (1988; September Records)

Med Oliver Jones:
- A Class Act (1991; Justin Time Records)

Med John Lindberg, Albert Mangelsdorff & Eric Watson:
- Quartet Afterstorm (1994; Black Saint)

Med Eric Watson and Mark Dresser:
- Silent Hearts (2001; Sunnyside Records)

Med Ernie Wilkins on the Everest label:
- Everest Years (CD; 1959, 1960; 2005; VI Music)

Med Kresten Osgood
- Sound (vinyl; 2011; Ilk Records Arkiveret 3. august 2016 hos  Wayback Machine)

Med Webster Young
- For Lady (Prestige, 1957)